# Белозерский уезд
Белозе́рский уе́зд — один из уездов Русского царства и Российской империи (с 1486), Ингерманландской и Санкт-Петербургской губернии, Новгородской губернии и наместничества, а затем Череповецкой губернии. Центр — город Белозерск (до 1777 года Белоозеро).

## История
Территория уезда в прошлом в разное время входила в состав Ростовской земли, Владимиро-Суздальского княжества, Ростовского княжества.
В 1238 году Белозерское княжество выделилось из состава Ростовского княжества.
В 1380 году Белозерское княжество было присоединено к Москве.
В 1485 году удел Белозерский, по договору с великим князем Иваном III, сделался его собственностью и уже навсегда вошёл в состав Московского государства.
Впервые Белозерский уезд был образован в 1486 году в составе Московского великого княжества после включения в его состав Белозерского княжества.
В 1719 году была образована Белозерская провинция в составе Санкт-Петербургской губернии. Провинция разделялась на дистрикты.

### Российская империя

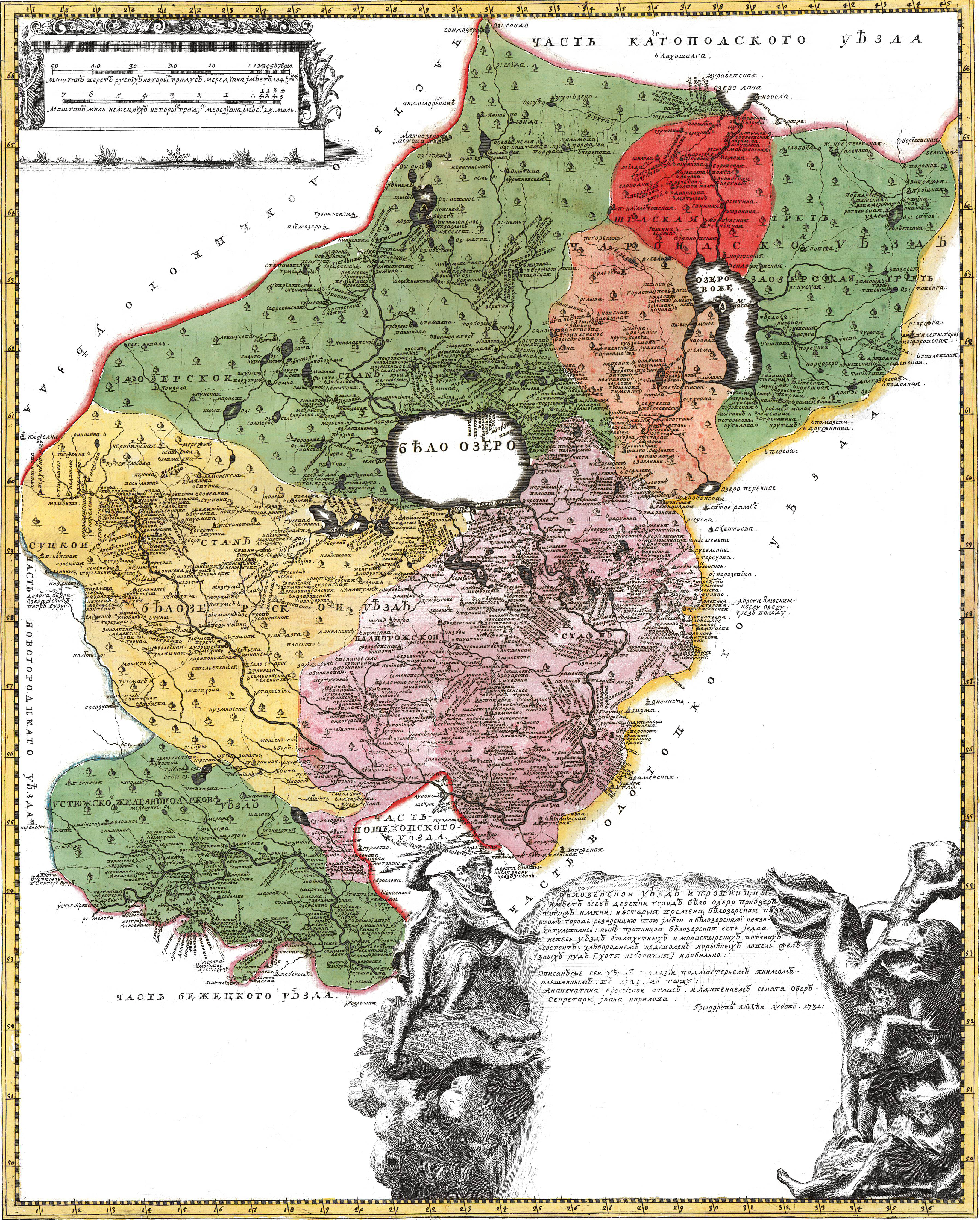
Белозерский уезд и провинция. Атлас Всероссийской империи И. К. Кирилова. 1722—1737 гг.

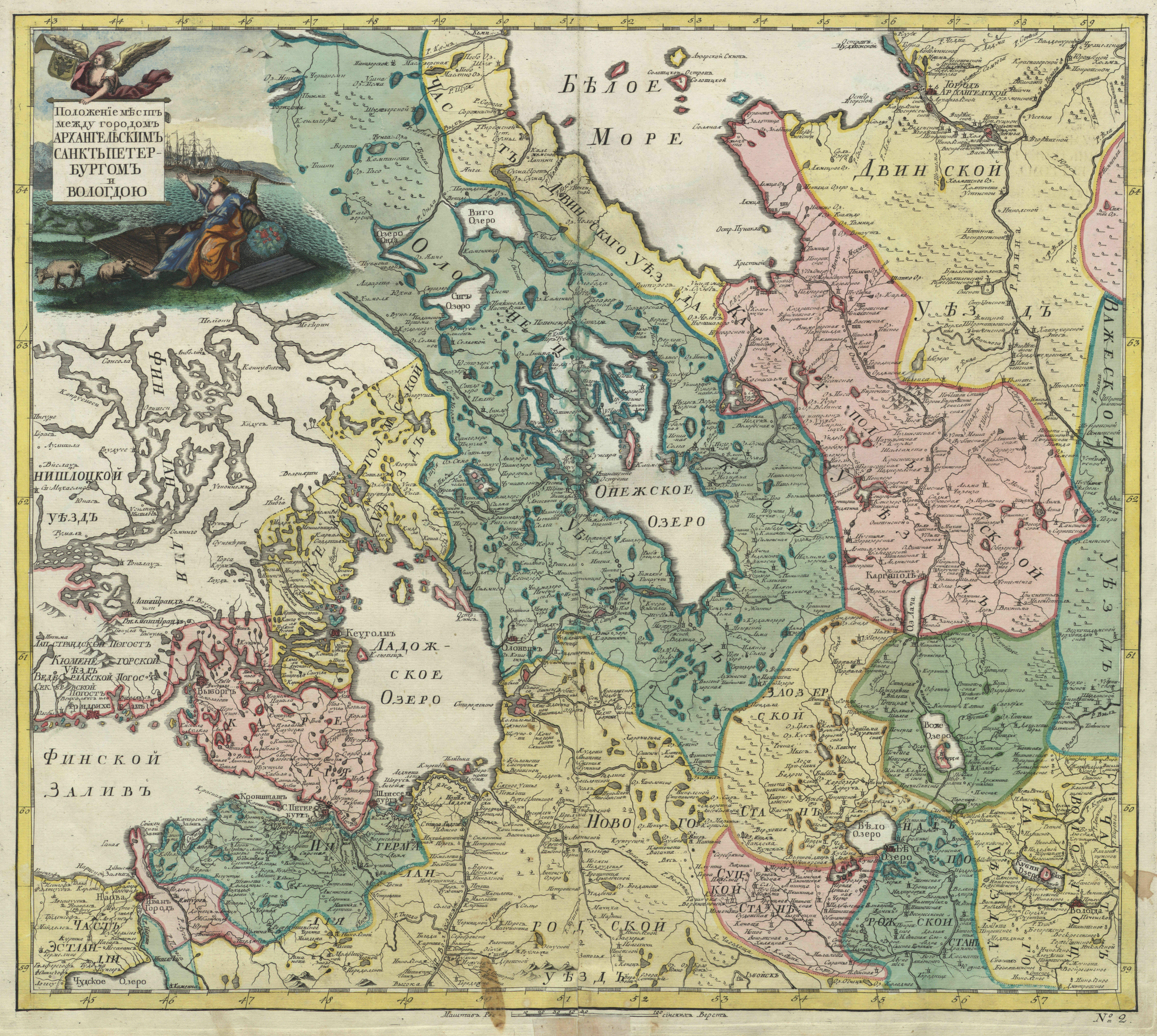
Белозерский уезд на карте 1745 года

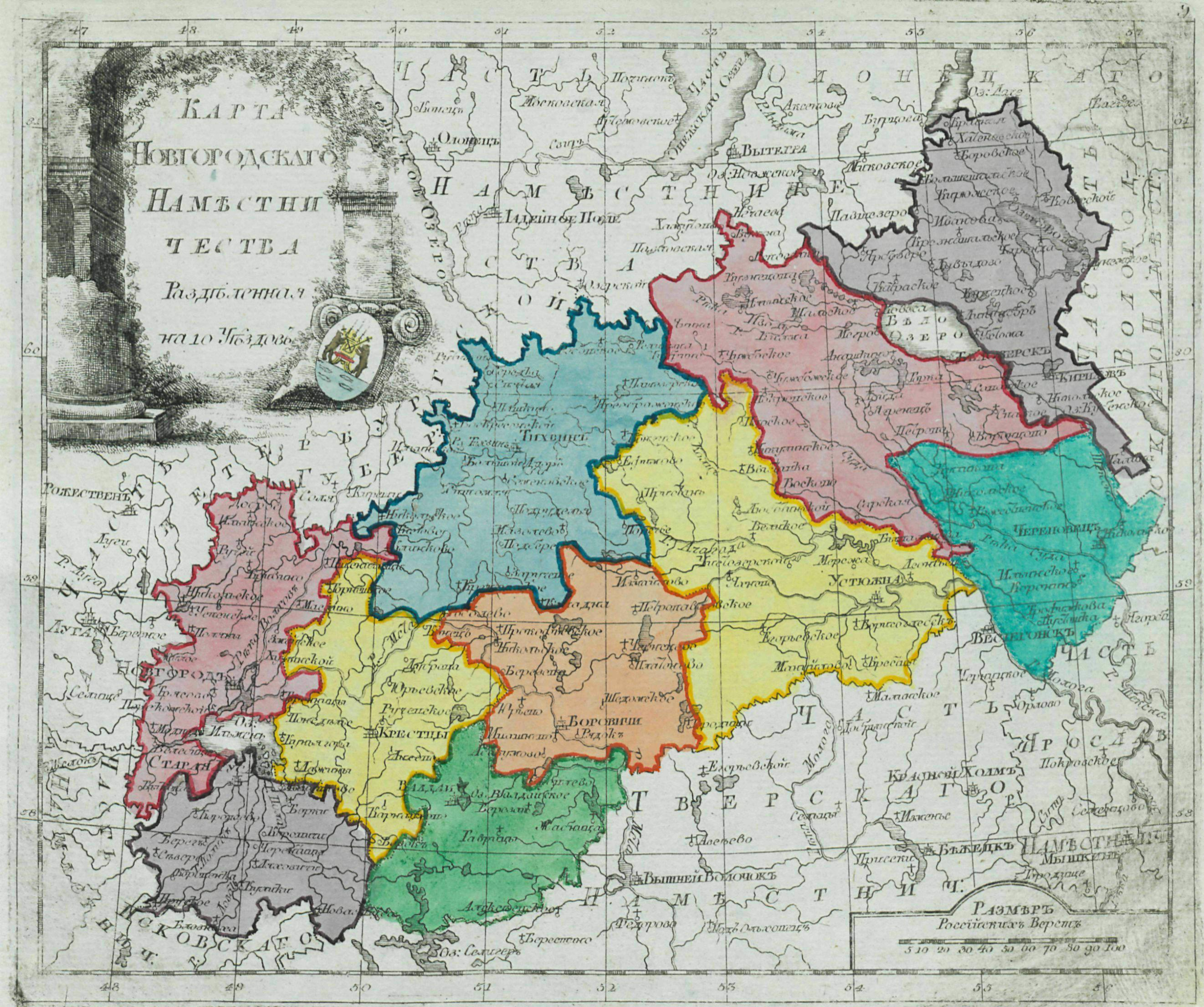
Белозерский уезд на карте Новгородского наместничества, 1792 год

В 1727 дистрикты были ликвидированы и заменены на привычные уезды, но также в составе провинций. Тогда же, в 1727 году из Петербургской губернии была выделена Новгородская губерния в составе 5 провинций. В состав Белозерской провинции входил новообразованный Белозерский уезд.
В 1775 провинции были отменены и Белозерский уезд стал напрямую подчиняться Новгородской губернии (с 1776 по 1796 г.г. — Новгородское наместничество).
В 1776 из него был выделен Кирилловский, а в 1777 — Череповецкий уезд.
В 1855—1863 годах предводителем дворянства Белозерского уезда был Н. А. Качалов, близкий соратник Александра III (см. также Борисово-Судское и Хвалевское). Впоследствии он стал первым Почетным гражданином Белозерска.

### Советское государство
В мае — июне 1918 года Тихвинский, Белозерский, Череповецкий и Кирилловский уезды были выделены в самостоятельную Череповецкую губернию.
1 августа 1927 года — упразднён. При этом Данилковский, Красноязвицкий, Петропочинковский, Семеногорский с/с были переданы в Абакановский район Череповецкого округа Ленинградской области, Александровский, Бабаевский, Ваксаловский, Вандский, Волковский, Горский, Ладышкинский, Пальцевский, Сорский, Спировский, Тырпицкий, Чистяковский с/с — в Бабаевский район Череповецкого округа Ленинградской области, город Белозерск, Алексинский, Амбохотинский, Андозерский, Антушевский, Ануфриевский, Бечевинский, Бубровский, Глушковский, Горский, Гришкинский, Гулинский, Екимовский, Заречский, Зуевский, Каменниковский, им. Карла Либкнехта, Карповский, Ковжский, Кожинский, Крохинский, Кукшевский, Куностьский, Кутяевский, Маттерский, Мегринский, Молодский, Назаровский, Остюнинский, Перкумзский, Перховтский, Раневский, Рыбницкий, Семкинский, Слободский, Солмасский, Староникитский, Тарасовский, Тимонинский, Ульянковский, Урицкий, Ухтомьяровский, Федоровский, Хлопузовский, Чачемский, Чироковский, Чулковский, Яковлевский, Якутинский с/с — в Белозерский район Череповецкого округа Ленинградской области,Агеевский, Афанасовский, Борисовский, Васильковский, Великосельский, Верхнешомский, Верхний, Заболотокий, Замошский, Ивановский, Кеняшский, Корниловский, Комоневский, Крайский, Курьяновский, Кьямский, Лабокшский, Логиновский, Лыковский, Мамаевский, Межерский, Митинский, Нижний, Новолукинский, Новостаринский, Ножемский, Пельпахотский, Пожарский, Поздняковский, Стармушский, Стунинский, Суворовский, Тереховский, Третьяковский, Хрипеловский, Центральный, Чукшинский, Ширяевский, Шумновский с/с — в Борисово-Судский район Череповецкого округа Ленинградской области.

## Административное деление

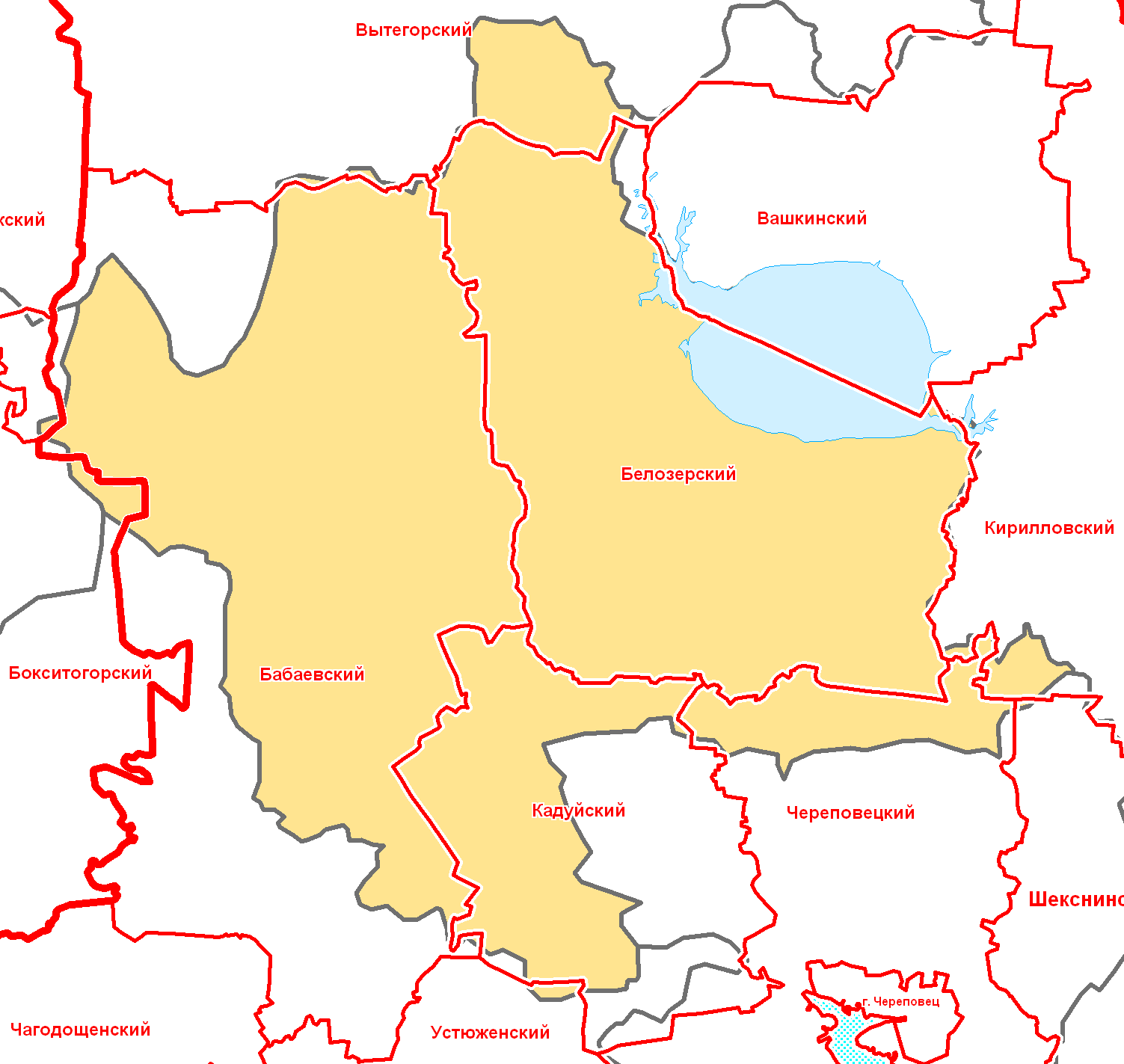
Белозерский уезд в современной сетке районов

### Волости Белозерского уезда (по состоянию на 1710 год)[3]
Заозерский стан
- Бадожская
- Исаевская
- Кемские сёла
- Кемозерская
- Кинжезерская
- Киснемская
- Ковжеозерская
- Коркуцкая
- Кунская
- Кьянда
- Липин Бор
- Ловна
- Лупсарская
- Мунская (дворцовая)
- Павшезерская
- Порецкая
- Пятницкая пустыня
- Роксомская (дворцовая)
- Тунбаш
- Ухотская
- Ухтозерская слободка
- Ухтомъярская
- Чернослободская
- Чёрная слобода
- Шольская
- Шубацкая

Надпорожский стан
- Андога
- Бор Иванов (дворцовая)
- Бородавские
- Вогнемская
- Волоцкая
- Ворбозомская
- Даргунская
- Долгая слободка
- Есюнинская
- Заболоцкая
- Ивановская
- Ивачёвская
- Ирдомская
- Итила Боброва
- Итила Глухая
- Карголомская
- Лосевская
- Лохотская
- Маловеретейская
- Надпорожская Покровская
- Никольская (дворцовая)
- Нилободская
- Озацкая
- Раменская
- Семёново Раменье
- Сусельская
- Угримовская
- Усть-Угольская
- Федосьин городок
- Цыпинская
- Чере́повская
- Черномотомская
- Чу́ровская
- Шухтовская

Суцкой стан
- Бухацкая
- Ваксоловская
- Дубровская
- Колошемская
- Комоневская
- Ножемская
- Робозеркая
- Судская
- Сухацкая
- Урозерская
- Хилецкая
- Черноандомская
- Черноандопольская (Черноандапольская)
- Черновадбальская
- Чернокьямская
- Чужбуйская
- Шужболенская

список неполон

### Список волостей 1890 года
В 1890 году в состав уезда входило 23 волости
| № п/п | Волость               | Волостное правление | Число селений | Население |
| ----- | --------------------- | ------------------- | ------------- | --------- |
| 1     | Антушевская           | с. Антушево         | 97            | 7597      |
| 2     | Барановская           | д. Бараново         | 38            | 3676      |
| 3     | Бечевинская           | с. Бечевинское      | 31            | 1749      |
| 4     | Борисовская           | д. Борисова         | 45            | 2371      |
| 5     | Боровская             | д. Бор              | 19            | 2810      |
| 6     | Воздвиженская         | с. Воздвиженское    | 39            | 1842      |
| 7     | Волково-Архангельская | д. Волково          | 38            | 2658      |
| 8     | Волково-Хилетская     | д. Волково          | 17            | 2048      |
| 9     | Гавринская            | д. Митино           | 27            | 2563      |
| 10    | Георгиевская          | с. Георгиевское     | 62            | 3661      |
| 11    | Киинская              | д. Киино            | 48            | 2561      |
| 12    | Красковская           | д. Мальцево         | 40            | 3740      |
| 13    | Марковская            | с. Кайно            | 31            | 2749      |
| 14    | Мегринская            | с. Мегра            | 19            | 3337      |
| 15    | Мишутинская           | с. Дедовское        | 23            | 2141      |
| 16    | Надпорожская          | с. Надпорожье       | 19            | 2052      |
| 17    | Никоновская           | д. Никоново         | 59            | 2931      |
| 18    | Перкумская            | с. Перкумец         | 58            | 4154      |
| 19    | Погорельская          | с. Ильина Гора      | 34            | 2457      |
| 20    | Семеновская           | с. Семёновское      | 22            | 1801      |
| 21    | Тимошинская           | д. Тимошино         | 51            | 3155      |
| 22    | Чистиковская          | с. Чистиково        | 47            | 3247      |
| 23    | Чуриновская           | д. Чуринова         | 49            | 5335      |

### Волости Белозерского уезда (по состоянию на 1897 год)[источникне указан 3345 дней]
- Антушевская волость
- Барановская волость: Аксентьевская, Алеканово, Архангельское, Барановская, Берег, Большая Пельпахта, Великий Двор, Веретье, Горка, Еремеево, Замошье, Заручевье, Конаньевская, Коротневая, Крестовая, Крюково, Кузьминская, Ларионовская, Малая Пельпахта, Осеки, Поздняково, Порог, Преображенская (Новая), Родное (Обидово), Рыконец, Савельевская, Семеновская, Старостино, Тарасовская, Тимохино, Торки, Торчилово, Тырпицы, Успенское (Танищи), Хамбуй, Хламово, Шигодские, Якшинская.
- Бечевинская волость
- Борисовская волость: Аганино, Александровская, Астафьево, Большое Замошье, Борисово-Судское, Варнакушка, Васютино, Верхняя Шома, Выта, Горбово, Горка Кобелевская, Губино, Гусево, Демшино, Дийково, Занино, Ивановская, Игнатово, Княжий Остров, Коболево, Конино, Костениково, Крюково, Кокуй, Курьяново, Малое Замошье, Мятино, Назарово, Неверово, Неклюдово, Нижняя Шома, Никаново, Новая деревня (Старина), Ново-Ивановская, Пожара, Поздняково (Новая деревня), Порошино, Постоялый Двор (Харчевня), Пустошка, Серхлово, Стан, Суворово, Тимофеевская, Федюнино, Харино, Хошково, Шарапово, Ярачеево.
- Боровская волость: Андроново (Ворон), Балмасово, Бор, Верхний Двор, Григорово, Заэрап, Заяцкое, Капчино, Куракино, Маза, Мошницкое, Нижние, Пимоново, Сарская, Сидорово, Сиуч, Уйта, Усть Колпь, Шоборово.

| - Воздвиженская волость - Волково-Архангельская волость - Волково-Хилетская волость - Гавринская волость - Георгиевская волость - Красковская волость | - Кьинская волость - Марковская волость - Мегринская волость - Мишутинская волость - Надпорожская волость - Никоновская волость | - Перкумская волость - Погорельская волость - Семеновская волость - Тимошинская волость - Чистяковская волость - Чуриновская волость |